# XMa (Inschrift)
XMa ist die Bezeichnung einer Inschrift von Xerxes I. (X). Sie wurde  auf der Murghab-Ebene (M) in Pasargadae entdeckt und von der Wissenschaft mit einem Index (a) versehen. Die Inschrift liegt in altpersischer Sprache vor. Der Text ist identisch mit der altpersischen Version von XPh.
Die Tafel aus Kalkstein mit der Inschrift XMa wurde 1963 während der Ausgrabungen des British Institute of Persian Studies unter der Leitung von David Stronach in Pasargadae entdeckt. Sie wurde an der südöstlichen Befestigung mit der archäologischen Bezeichnung K des Tall-e Takht gefunden und hatte als Abdeckung des Abflussgrabens gedient. Die Tafel misst 52 mal 51 cm in der Länge und Breite und ist 10,9 cm dick. Die linke obere Ecke ist abgebrochen und betrifft die Zeilen 1 bis 8, 50 bis 57 und 58 bis 60, da die Tafel beidseitig und an den oberen und unteren Kanten beschrieben ist. Die Inschrift ist eine Kopie der altpersischen Version von XPh. Der Verbleib der Tafel ist unbekannt.
Die Inschrift wurde ursprünglich XPhc genannt, und erhielt erst 2009 die eigenständige Bezeichnung XMa.